# Embla

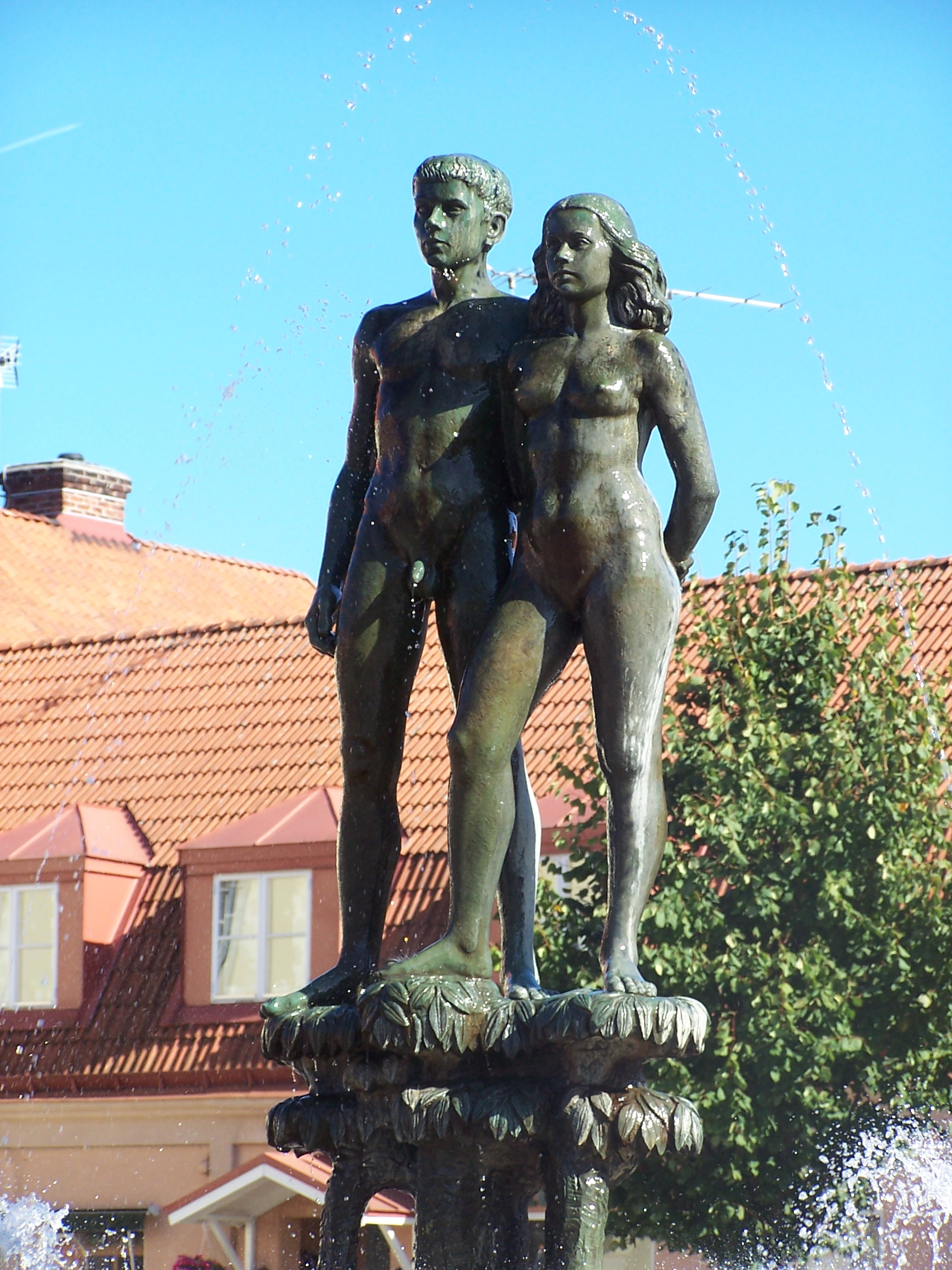
Ask e Embla.
Escultura de Stig Blomberg (1948) em Sölvesborg

Segundo a mitologia nórdica, Embla foi a primeira mulher, criada a partir de uma árvore - um olmo.

Ela era a companheira de Ask - o primeiro homem, criado na mesma ocasião, mas a partir de um freixo.

Ask e Embla correspondem a Adão e Eva no cristianismo.

Estão citados na Völuspá e na Edda em prosa, do séc. XIII.